# Thecospondylus

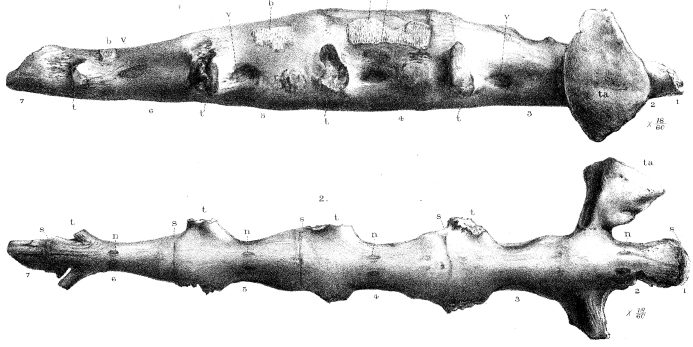
Het holotype BMNH R.291

Thecospondylus horneri is een dinosauriër die tijdens het vroege Krijt leefde in het gebied van het huidige Engeland.

## Vondst en naamgeving
Een zekere dr. A.C. Horner, een amateurgeoloog wonend te Tonbridge, kocht eens van een steenklopper die werkte in een steengroeve bij Southborough een eigenaardig fossiel, een natuurlijk intern afgietsel van het wervelkanaal van de bekkenwervels van een groot reptiel. Hij stuurde het op naar de paleontoloog Harry Govier Seeley die het in 1882 beschreef en benoemde als Thecospondylus Horneri. De geslachtsnaam is afgeleid van het Klassiek Griekse thekè, "schacht", en spondylos, "wervel". De soortaanduiding eert Horner.
Het holotype, BMNH R.291, is gevonden in een laag van de Hastings Sand, zandsteen daterend uit het Valanginien tot het onderste Hauterivien ongeveer 140 tot 130 miljoen jaar oud. Het bestaat uit het afgietsel van minstens vijf wervels.
In 1888 benoemde Seeley een tweede soort, Thecospondylus Daviesi, maar die kreeg in 1923 zijn eigen geslacht Thecocoelurus. In 1926 hernoemde Friedrich von Huene ook T. horneri om naar een Thecocoelurus horneri maar werd daarin door niemand gevolgd; hij vergat dat Thecospondylus prioriteit heeft.

## Beschrijving
Het afgietsel is precies zes centimeter lang. De grenzen van de wervels zijn duidelijk herkenbaar en ieder meet zo'n elf centimeter. Aan de voor- en achterkant zijn nog stukken van de aangrenzende wervels zichtbaar. Drie wervels hebben aan hun zijkant nog stukken bot bewaard dat als een schacht om het wervelkanaal moet hebben gelegen. Het had een sponsachtige structuur. De lengte van de wervels wijst op een vrij groot dier, zo'n zes tot acht meter lang.

## Fylogenie
De verwantschappen van Thecospondylus zijn problematisch, ook omdat er in de groeve verder nooit een ander relevant fossiel gevonden is. Seeley kwam niet verder dan een indeling in de Dinosauria. Richard Lydekker wees het in 1888 toe aan de Sauropoda. Von Huene kwam in 1909 tot een andere conclusie en plaatste het dier in 1909 in de Theropoda, meer bepaaldelijk de Coeluridae. Dat zou lang een gebruikelijke indeling blijven maar vooral omdat men weinig aandacht aan de vorm besteedde. Recente schrijvers menen dat het een onbepaald nomen dubium is. Het wervelkanaal vertoont een verdikking die ook wel bij sauropoden en Ornithischia aangetroffen wordt.